# Злата Идка
Злата Идка (словац. Zlatá Idka) — населённый пункт Словакии в Кошицком крае.
По данным переписи население составляет 396 человек (на 2019).

## Население
| Год:                | 1994 | 2004    | 2014     | 2024    |
| ------------------- | ---- | ------- | -------- | ------- |
| Количество человек: | 358  | 345     | 399      | 432     |
| Разница:            |      | −3,63 % | +15,65 % | +8,27 % |

## Достопримечательности
- Римско — католическая церковь Всех Святых в стиле барокко-классицизма, построен в 1768 г[4].
- Деревенская колокольня в части реки, простое трехэтажное каменное здание квадратной планировки 1823 года[5]

## Галерея

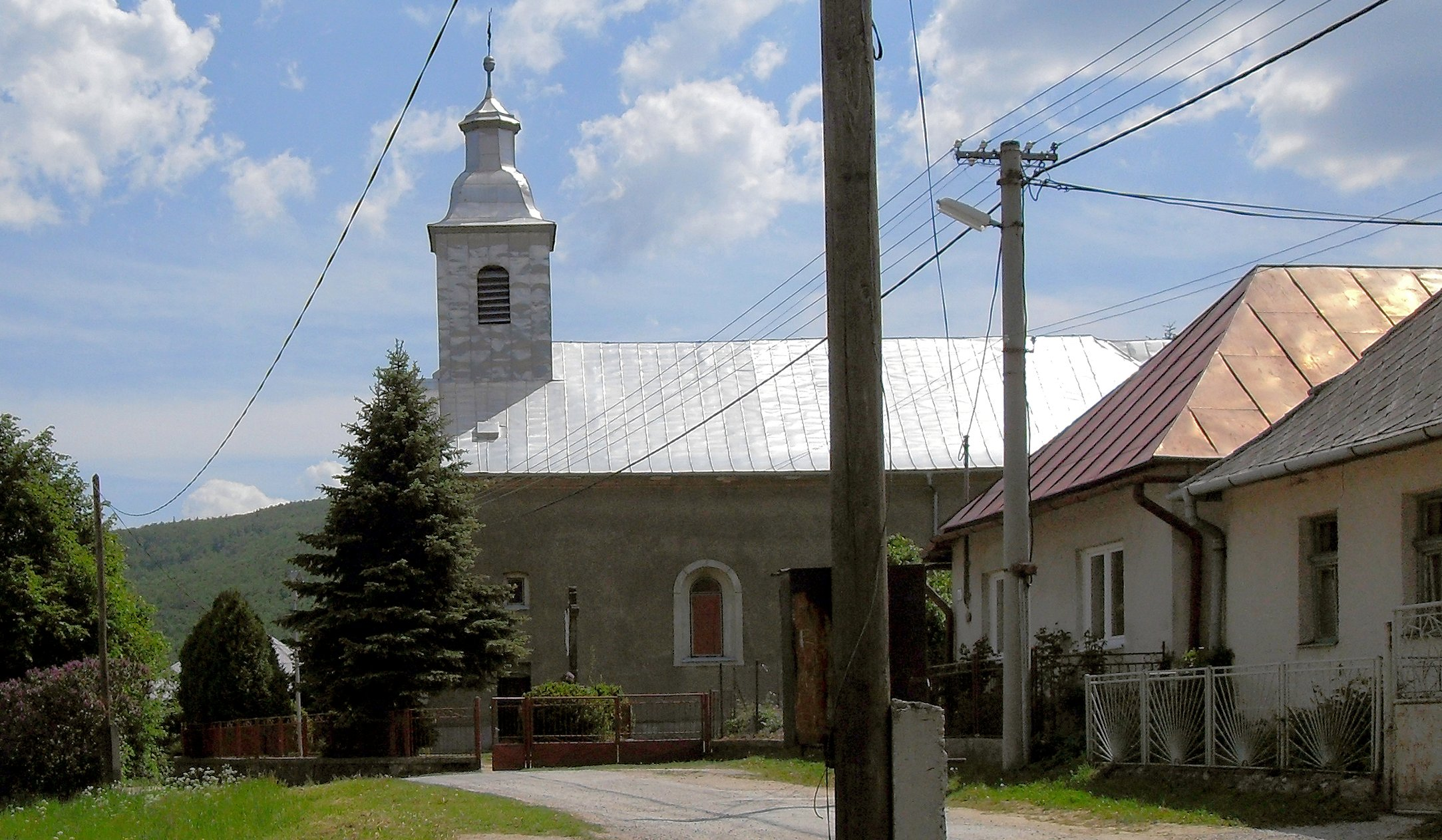